# 排放权交易
排放權交易是一種基於市場經濟的管制手段，通過為減少污染物排放提供經濟誘因來控制污染。 該概念也稱為限額與交易制度 (英語：cap and trade，縮寫作CAT) 或排放交易計劃 (英語：emissions trading scheme，縮寫作ETS)；CAT允许各组织和市场自主决定如何满足政策目标。 中國、歐盟和多個國家已引入二氧化碳和其他溫室氣體的碳排放交易，作為減緩氣候變化的重要工具。 其他計劃包括二氧化硫和其他污染物。
在排放交易計劃中，中央當局或政府機構分配或出售有限數量（“上限”）的許可證，允許在設定的時間段內排放特定數量的特定污染物。 污染者必須持有與其排放量相等的許可證。 想要增加排放量的污染者必須從願意出售它們的其他人那裡購買許可證。 這類額度的金融衍生品也可在二级市场上交易。
排放交易是一種靈活的環境監管手段，允許組織和市場決定如何最好地實現政策目標。 這與最佳可用技術 (英語：Best available technology，縮寫作BAT) 標準和政府補貼等指揮與管制環境法規形成明顯對比。許多經濟學家認為排放交易在污染物排放減少方面，是一種具有效率與效能的政策工具。
2020年的一项研究发现，尽管碳排放的价格设定在了较低的水平，欧盟排放交易体系仍然成功地减少了二氧化碳的排放。

## 概要

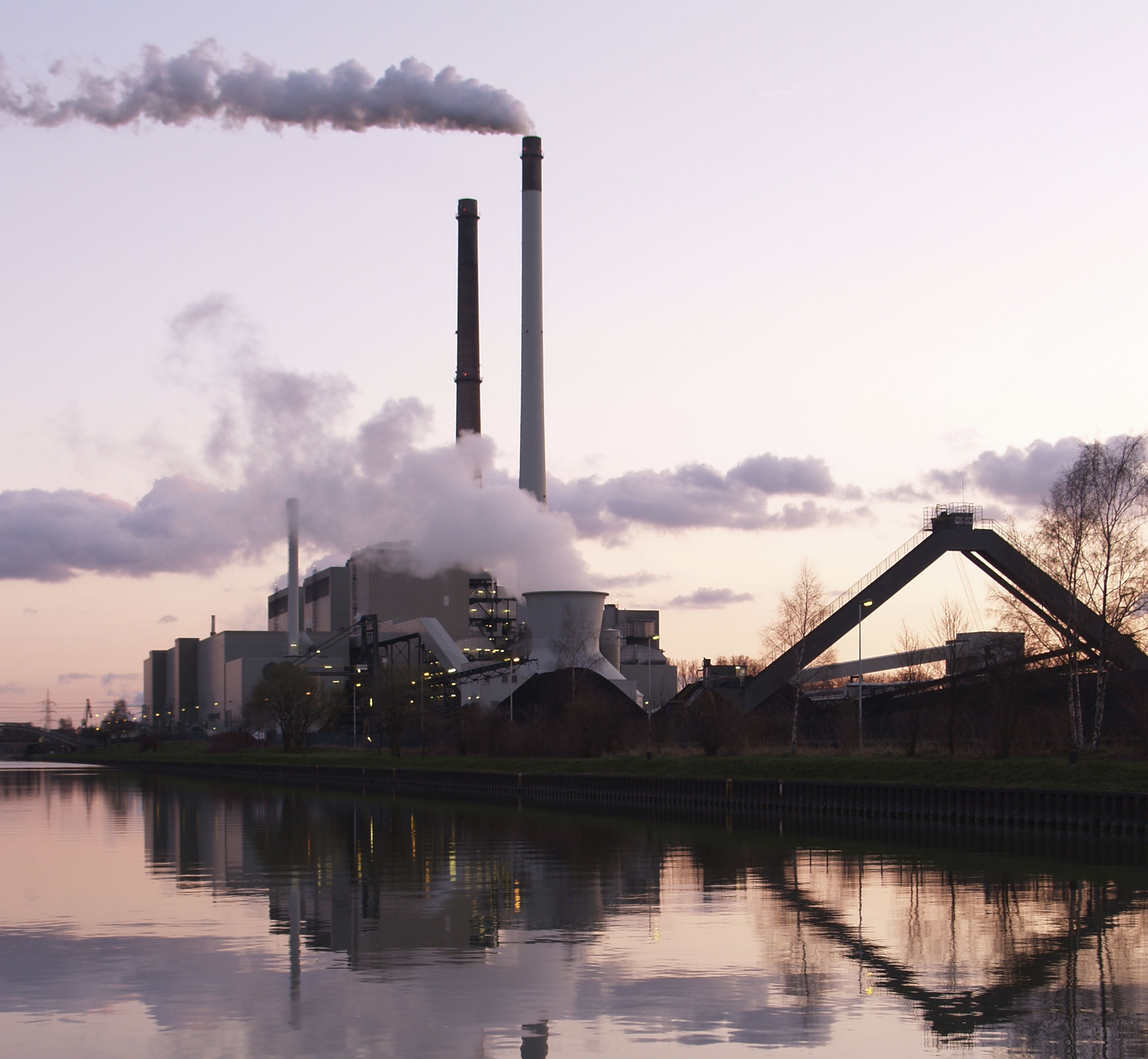
德国的一个煤电厂。由于碳排放交易，煤炭可能成为一种比其他能源更缺乏竞争力的燃料。

污染是市场外部性的一个主要例子。外部性是指某项活动对与该活动无关的市场交易实体（如个人）的影响。排放权交易是一种基于市场的解决污染问题的方法。排放权交易计划的总体目标是将达致既定排放目标的成本降至最低。
在排放权交易系统中，政府设定排放量的总体限额，并确定在总体限额水平上的排放许可或授权排放量。政府可以出售许可，但在许多现有的计划中，它向参与者（受管制的污染排放者）发放与每个参与者的底线排放量相等的许可。底线是根据参与者的历史排放量确定的。为了遵守规定，参与者获许可的排放配额必须至少等于它在该期间内的实际排放量。如果所有参与者都遵守规定，则排放的总污染量将不会超过单独限额的总和。由于许可可以买卖，参与者可以选择是否刚好用尽使用自己的许可，或者（通过减排措施）使排放量低于许可的配额，并出售剩余的许可配额，又或排放量超过其许可配额，并向其他参与者购买许可。这样一来，买方就为排污支付费用，而卖方因减排而获得奖励。
在许多方案中，不排污（因此也无相关义务）的组织也可以交易这类许可以及许可的金融衍生品。在一些方案中，参加者还可以将许可配额存入银行，以备将来使用。某些方案中，交易许可总量中的一定比例必须定期退出，从而在一段时间内实现排放的净减少。因此，一些環保運動组织可能会购买和回收许可，剩余的许可的价格因而在需求规律的推动下上涨。在大多数方案中，许可所有者可以将许可捐赠给非营利实体，并获得税收减免。通常情况下，政府会随着时间的推移减低总体限额，以实现国家减排目标。
据美国环境保卫基金会（Environmental Defense Fund）称，限额与交易（cap-and-trade）是控制温室气体排放的最环保和经济的方法，因为它设定了排放上限，而交易鼓励了企业创新以减少排放。
许多国家、地方和公司集团已采用了排放权交易的体系，其主要目的是为了减缓气候变化的趋势。
目前已有多种空气污染物的交易项目得到实施。对于导致气候变化的温室气体，其排放许可单位通常被称为碳信用。全球最大的温室气体交易计划是欧盟排放交易体系，主要交易欧盟配额（European Union Allowances，EUAs），美国加利福尼亚州的碳排放限额交易的对象称为加州碳配额（California Carbon Allowances），而新西兰排放交易体系交易的是新西兰单位（New Zealand Units，NZUs）。
美国有一个旨在减少酸雨的全国性市场和多个氮氧化物的区域性市场。.加州2017年左右时的温室气体排放量有所减少，但这并非由于碳交易，而是由于其他因素，如可再生能源配额制和能源效率政策；加州的“排放上限”一直并将继续大于实际排放量。自2013年至2015年，加州限额与交易计划管制之下的工业点的温室气体排放量增加了一半以上。
拍卖是一个实现交易排污权的一种方式，可将排污权的配额卖给出价最高的买主。该方法也可以与其他方法共同使用。
方興未艾的溫室氣體減排的碳排放計畫，可令參與公司及人士產生可交易的碳信用。《京都议定书》內清潔發展機制提供了這方面的排放指標規定。排放权交易在不影响科技与经济发展的同时，可以灵活地减少污染排放量。

## 历史
国际社会致力于建立有效的国际和国内措施以处理温室气体（二氧化碳、甲烷、一氧化二氮、氢氟碳化合物、全氟碳化合物等）的排放问题。越来越多的人相信，全球变暖是由于人类的温室气体排放及其可能带来的不可预知后果造成的。这一进程始于1992年的里约热内卢，当时160个国家通过了《联合国气候变化框架公约》。如其标题所示，《联合国气候变化框架公约》只是一个框架；必要的细节有待《联合国气候变化框架公约》缔约国会议（Conference of Parties，CoP）商定。
1967年至1970年之间，美国国家大气污染控制管理局（后来的美国国家环境保护局空气和辐射办公室）的Ellison Burton和William Sanjour通过一系列的微观经济计算机模拟研究，首次证明了一种后来称为“限额与交易（cap-and-trade）”的方法减少空氣污染效力。这些研究使用了几个城市及其排放源的数学模型，以便比较各种控制战略的成本和效益。每种减排策略都与计算机优化程序生成的“最低成本解决方案”进行比较，以确定成本最低的污染源削减组合，实现给定的减排目标。他们发现，在每一种情况下，成本最低的解决方案，其成本总比通过任何传统减排战略实现的减排量的要低得多。Burton和后来的Sanjour以及Edward H. Pechan在新成立的美国环境保护局继续改进并发展了这些计算机模型。美国环保局在1972年向国会提交的关于清洁空气成本的年度报告中介绍了以最低成本减排策略（即排放权交易）建立的计算机模型的概念，于是产生了“限额与交易”的概念，它是在一定的减排目标下实现“最低成本解决方案”的一种方法。
排放权交易的历史发展过程可以分为四个阶段：
1. 酝酿：该方法的理论阐述期（主要贡献者有Coase、[33]Crocker、[34]Dales、[35]Montgomery[36]等人）以及同时独立于前者进行的，对美国环境保护局的“灵活监管（flexible regulation）”进行的修补。
2. 原理验证：基于1977年《清洁空气法》中提出的“补偿机制”的排放证书交易的第一步发展。根据法案，一家公司可以向另一家减排的公司付费，以购买和后者减排量等量的排放额度。[37]
3. 雏形：推出第一个“限额与交易”制度，作为1990年的《清洁空气法》（Clean Air Act）Title IV下的美国酸雨项目（Acid Rain Program）的一部分，这标志着环境政策的范式转变，“Project 88”着手建立将美国的环境和产业的利益统一在一起的网络。
4. 政府实施：从美国的清洁空气政策到全球气候政策，推广到欧盟，新兴的全球碳市场和“碳产业”兴起。

在美国，酸雨相关排放交易系统主要是由老布什政府的律师博伊登·格雷构想的。格雷与环境保卫基金会（EDF）合作，后者与美国环保署合作撰写了该法案，并纳入1990年《清洁空气法》。新的氮氧化物和二氧化硫排放量上限于1995年实施，而根据《史密森尼》杂志，当年酸雨气体的排放量减少了300万吨。1997年，缔约国会议在作为国际环境条约制定分水岭的《京都议定书》中，同意38个发达国家（附件一国家）各自承诺减排温室气体的目标和时间表。发达国家的这些目标通常称为指定配额（Assigned Amounts）。
由此产生的对温室气体增长的不灵活的限制可能耗费巨大的成本。若各国仅仅依靠本国的措施，全球可能会多花费数万亿美元——这是许多签署《京都议定书》的国家都承认的一个重要经济现实。因此，《京都议定书》包括了允许发达国家灵活实现其目标的国际机制。这些机制的目的是使各方能够找到最经济的方法来实现其目标。《京都议定书》简要概述了这些国际机制。
2009年4月17日，美国环境保护局正式宣布发现温室气体对公众健康和环境构成威胁（EPA 2009a）。这一声明意义重大，因为它赋予行政部门对碳排放实体实施碳管制的权力。
中华人民共和国于2016年引入了全国碳排放权交易市场。国家发展和改革委员会提议在2016年之前设定碳排放的绝对上限。

## 經濟原理
国家可以使用命令与控制（command and control）方法来减排，例如管制、直接稅和間接稅。这种方法的费用在各国之间是不同的，因为边际减排成本曲线——多消除一单位污染的费用——在各国各不相同。例如，同样是减少一吨二氧化碳排放，挪威或美国的成本可能比中国的成本更高。国际排放权交易市场的建立正是为了利用不同的边际减排成本（MAC）来使效益最大化。

### 案例
相比于简单地设施排放限额计划，实施排放权国际交易并获得貿易利得更有利于买卖双方。
例如，以两个欧洲国家——德国（G）和瑞典（S）为例。两者可以分别自行实施规定的减排数量，也可在国际市场上买卖减排数量。

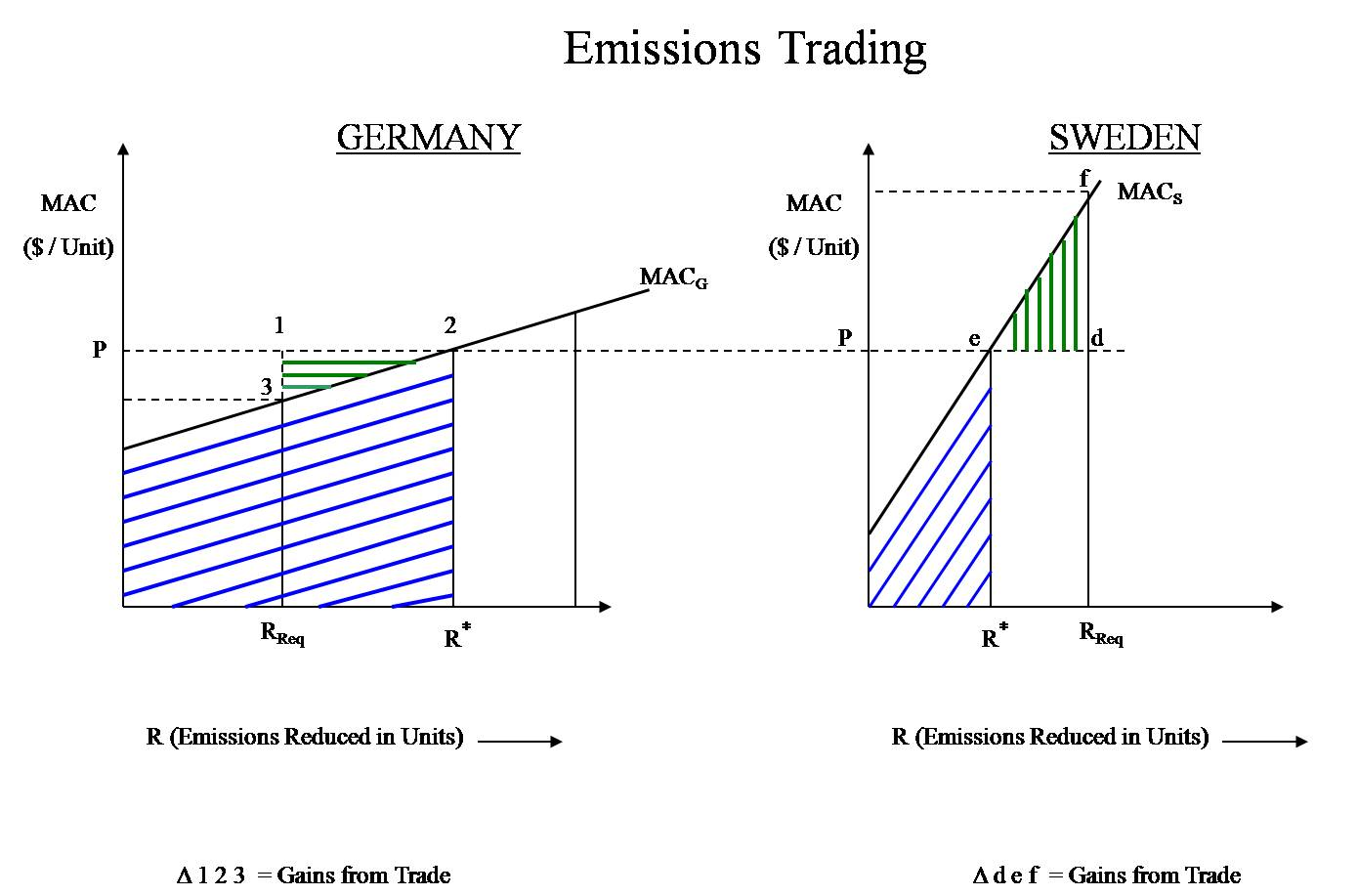
两个国家的边际减排成本（MAC）的示例

假设德国能够以比瑞典低得多的成本减少二氧化碳排放，即MACS > MACG，瑞典的MAC曲线斜率大于德国的，RReq为一国需要减排的数量。
图像左侧是德国的MAC曲线。RReq为德国需要减排的数量，但MACG曲线在RReq处尚未和二氧化碳排放许可的市场价格（P）相交。因此，考虑到二氧化碳排放许可的市场价格，如果德国的减排量超过了要求数量，它就有可能从中获利。
图像右侧是瑞典的MAC曲线。RReq为为瑞典需要减排的数量，但是但MACS曲线在RReq处已超过和二氧化碳排放许可的市场价格（P）。因此，考虑到二氧化碳排放许可的市场价格，如果瑞典的国内减排量少于要求数量，而将减排数量的缺口转移至国外实现，它就有可能节约成本。
在上述案例中，瑞典将减少排放，直到其MACS与P（在R*处）相交，但这还不能达到瑞典需要减排的总量。之后，它可以以P（每单位）的价格从德国购买排放额度。在瑞典自身减排的内部成本，加上它从德国市场上购买的许可的成本的基础上，瑞典就能达成所需的减排总量（RReq）。因此，瑞典可以通过在市场上购买许可节省开支（Δ d-e-f）。这就是其中的“貿易利得”，即瑞典在不参与交易的情况下自行减排所需的额外费用。
德国也能从其超额的减排中获利：它不仅完成了所有要求的减排量（RReq），还能将其剩余的许可额度以每单位P的价格出售给瑞典，而德国自身减排的成本小于P。因此，它的总收入是图形RReq 1 2 R*的面积，其减排总成本是RReq 3 2 R*的面积，所以其出售排放许可的净收益是Δ1-2-3的面积，这就是德国从中获得的贸易利得。
两图上的两个R*代表交易产生的有效配置点：
- 德国：向瑞典以P的价格出售R* - RReq个排放许可单位
- 瑞典：从德国以P的价格购买R* - RReq个排放许可单位

将以命令与控制模式实现一定的减排数量的总成本记为X；在达到同样的减排量的前提下，瑞典和德国能通过排放权交易实现更低的总成本，节省的成本为X - Δ123 - Δdef。
上面的例子不仅适用于国家层面，也适用于不同国家的两个公司之间，或同一公司内的两个子公司之间。

### 經濟原理應用
在决策者决定采用何种框架来控制污染时，污染物的特性至關重要。二氧化碳的作用是全球性的，無論在何處排放，其對环境的影响都是相似的。因此，从环境的角度来看，污染源的位置并不重要。
区域污染物（例如二氧化硫、氮氧化物以及汞）的政策框架应有所不同，因为这些污染物的影响可能因地而异。同样数量的区域污染物可能在某些地方影响很大，而在其他地方影响很小，因此污染物的排放地点很重要。这就是热点（hot spot）问题。
拉格朗日框架常用于确定实现目标的最低成本，此处即一年所需的总减排量。某些情况下，可以使用拉格朗日最优化框架来确定每个国家（基于其MAC）所需的减排量，从而使减排的总成本最小化。此時拉格朗日乘数代表一种污染物的市场排放许可价格（P），例如欧洲和美国当前的市场排放许可价格
各国知悉当天市场上存在的许可的市场价格后，就能分别作出将成本降到最低的决定，同时实现监管合规。这也是等边际法则（equi-marginal principle）的另一个版本，在经济学中常用来选择最经济有效的决策。

### 價格vs.數量（附「安全閥」）
在实现减排的过程中，价格工具与数量工具的相对优势一直存在争议。
排放限额和许可交易制度是数量工具，因为它确定了总体排放水平（数量），并允许价格变化。未来供需条件的不确定性（市场波动）加上固定数量的排污许可，造成了排污许可未来价格的不确定性，产业必须相应地承担适应这些市场波动的成本。因此，市场波动的负担加在了产业上，而不是通常在该领域更高效的管理机构上。然而，在波动的国内的市场环境下，管理机构改变上限的能力将转化为挑选“赢家和输家”的能力，进而形成了滋生腐败的土壤。
相比之下，排放税是价格工具，因为它确定了价格，而排放水平可以根据经济活动而变化。排放税的一个主要缺点是环境后果（例如对排放量的限制）得不到保证。一方面，税收使资本从该产业流失，抑制可能有益的经济活动，但另一方面，污染者不需要对未来的不确定性进行对冲，因为税收数额与企业利润挂钩。市场波动的负担将由管理（征税）机构来承担，而不是由通常效率较低的产业本身来承担。其优势是，由于税率统一、市场自发波动，征税实体将无法选择“赢家和输家”，腐败的机会也就减少。
若假设不存在腐败，管理机构和产业在适应波动的市场环境上同样有效，则当排放控制水平不同时，最佳选择取决于对减排成本的敏感性，而不是收益（即减排带来的气候变化减缓）的敏感性。
由于企业合规成本具有较高的不确定性，一些人认为最优选择是价格机制。然而，不确定性的负担无法消除，在这种情况下，它转移到税务机构本身。
绝大多数气候科学家一再警告，若大气中二氧化碳的浓度超过一个临界值，全球变暖的效应就会失控，极有可能造成不可逆转的破坏。面对这种风险，数量工具可能是更好的选择，因为排放量的上限更加确定。然而，如果这种风险存在，但不能与已知的温室气体浓度水平或已知的排放途径挂钩，则情况可能又有所不同。
第三种选择称为“安全阀”（safety valve），是价格和数量工具的结合。该制度本质上是一个排放限额和许可交易系统，但许可价格有上限和下限。排污者可以选择从市场获得许可或从政府以指定的触发价格购买许可（可以随时间调整）。这一制度有时被提议作为克服前两两种制度的内在缺陷的一种方法，它使各国政府在新的情况出现时能够灵活地调整制度。研究表明，若触发价格设定得足够高，或许可数量足够少，安全阀既可以模拟纯数量机制，也可以模拟纯价格机制。
这三种方法都已用作控制温室气体排放的政策工具：欧盟排放交易体系是一个数量体系，利用限额和交易体系来实现国家分配计划设定的目标；丹麦采用碳税的价格体系（World Bank，2010年，第218页），而中国采用二氧化碳市场价格，其收入为其清洁发展机制项目提供资金，而同时实行了每吨二氧化碳最低价格的安全阀。

### 碳泄漏
碳泄漏是指一个国家/部门的排放管制对不受同类管制的其他国家/部门的排放所产生的影响。目前人们对长期碳泄漏的规模尚无共识。
《京都议定书》中，附件一国家有限制排放的规定，而非附件一国家则没有。Barker等人（2007）回顾了有关碳泄漏的文献。泄漏率的定义是采取减排行动的国家之外的二氧化碳排放增量，除以采取国内减排行动的国家的排放减量。因此，泄漏率大于100%意味着国内的减排反而导致其他国家增加了更多排放，即国内减排实际上导致了全球排放的增加。
由于价格竞争力的丧失，根据《京都议定书》采取行动的泄漏率估计在5%到20%之间，但这些泄漏率被认为非常难以确定。对于能源密集工业来说，实施附件一行动带来的技术发展也可能产生重大的有利影响。然而，这种有益的影响也并未被很好地量化。根据他们评估的经验证据，Barker等人（2007年）得出结论，当时现行减排行动（如欧盟排放交易体系）的竞争力损失并不显著。
在欧盟排放交易体系规则中，碳泄漏暴露系数（Leakage Exposure Factor）用于确定工业设施排放许可的免费分配量。

## 主要交易體系

全球碳排放交易和碳税实施状况（2019年）
碳排放交易已实施或计划实施
碳税已实施或计划实施
正在考虑碳排放交易或碳税

### 京都議定書
1990年，政府間氣候變化專門委員會（IPCC）第一份报告强调了气候变化和温室气体排放的紧迫威胁，并开始进行外交努力，寻求一个国际框架来对此类排放进行管制。1997年，《京都议定书》获得通；条约于2005年生效。条约中，大多数发达国家同意为六种主要温室气体的排放设定具有法律约束力的目标。所有“附件一”成员国都同意了排放配额（名为“分配数量”），其目标是到2012年年底，在1990年的水平上减少5.2%的总排放量。1990年至2012年间，《京都议定书》最初的缔约方减少了12.5%的二氧化碳排放，远远超过了2012年4.7%的目标。美国是附件一国家中唯一没有批准该条约的工业化国家，因此未受其约束。联合国政府间气候变化专门委员会预测，在京都承诺期内，通过贸易达成协议所带来的财政影响将限制在贸易国家GDP的0.1-1.1%之间。该协议的目的是到2012年，工业化国家的总排放量比1990年的水平下降5.2%。尽管美国和澳大利亚未能批准该议定书，但满足了55个附件一（主要为工业化）国家（合占1990年附件一排放量的55%）批准该协议的要求，因此协议于2005年生效。
议定书设定了多种机制（“灵活机制”），使附件一国家在履行其减排承诺时减少经济影响。
根据《京都议定书》第3.3条，附件一缔约方可利用1990年以来造林和还林（森林碳汇）和砍伐森林（来源）所产生的温室气体减量来履行其减排承诺。
附件一缔约方也可使用国际排放交易（International Emissions Trading，IET）。根据该条约，在2008年至2012年的5年遵守期内，排放量低于配额的国家能够向超过配额的国家出售配额单位（每个单位代表排放1公吨二氧化碳的配额）。附件一国家也可以赞助其他国家减少温室气体排放的碳项目。这些项目产生可交易的碳信用额，可被附件一国家用于满足其碳排放上限。基于项目的《京都议定书》机制包括清洁发展机制（CDM）和联合履行（JI）。《京都议定书》中有四种这样的国际灵活机制。
第十七条中，《议定书》授权已同意限制排放的附件一国家与其他附件一国家进行排放交易。
第四条授权这些缔约方共同实施其限制，欧盟成员国选择了该选项。
第六条规定，附件一国家可以参加联合倡议（joint initiatives，JIs），以换取按其指定数量使用的减少排放单位（emissions reduction units，ERUs）。
第十二条规定了一种称为清洁发展机制的机制，根据该机制，附件一的国家可以投资发展中国家的减排项目，并获得经证明的减少排放（certified emissions reductions，CERs），用于抵消自身的排放。
清洁发展机制覆盖了非附件一国家开展的项目，而联合倡议（JI）涵盖在附件一国家开展的项目。清洁发展机制项目的设立是为了帮助发展中国家的可持续发展，理应产生“实际的”和“额外的”减排，即只有通过清洁发展机制项目才能实现的减排（Carbon Trust, 2009，第14页）。其缺陷是，很难证明这种减排是否是真实的（World Bank，2010，第265–267页）。

### 美國

#### 二氧化硫
美国1990年《清洁空气法》中的酸雨计划框架下的二氧化硫（SO2）交易系统是排放权交易的一个早期案例。它本质上是一个限额与交易制度。到2007年，美国二氧化硫排放量已在1980年水平的基础上减少50%。一些专家认为，与逐个污染源源减排相比，二氧化硫排放的限额与交易体系将控制酸雨的成本降低了80%。二氧化硫减排项目在2004年受到了挑战，引发了一系列事件，最终导致了2011年《跨州空气污染条例》（CSAPR）的出台。在CSAPR框架下，全国二氧化硫交易计划由四个分别的二氧化硫和氮氧化物交易小组所取代。酸雨计划使二氧化硫排放量已经从1980年的1730万吨下降到2008年的760万吨，减少了56%。环保局2014年的一份分析报告估计，因为环境中PM2.5浓度降低，酸雨计划的实施避免了每年2万至5万例而导致的过早死亡，以及因为地面臭氧减少，避免了每年430至2000例过早死亡。

#### 氮氧化物
2003年，美国环境保护署局开始根据NOx分州实施计划（NOx State Implementation Plan，又称“NOx SIP Call”）管理NOx预算交易计划（NOx Budget Trading Program，NBP）。氮氧化物预算交易计划是一项基于市场的限额与交易计划，旨在减少美国东部发电厂和其他大型燃烧源排放的氮氧化物（NOx）。氮氧化物是形成地面臭氧的主要成分，地面臭氧是美国东部许多地区普遍存在的空气污染问题。制定NBP的目的是在温暖的夏季（臭氧季，此时地面臭氧浓度最高）减少氮氧化物排放。2008年3月，环保局再次将8小时臭氧标准从之前的0.08 ppm提高到0.075 ppm。
在同期的能源需求基本持平的情况下，2003年至2008年间，臭氧季的氮氧化物排放量下降了43%。到2015年，CAIR将每年带来850亿至1000亿美元的健康福利和近20亿美元的能见度福利，并大幅降低美国东部的过早死亡率。由于氮氧化物预算交易计划，氮氧化物的减少已经改善臭氧和PM2.5的污染状况，估计在2008年挽救了580到1800条生命。
《美國經濟評論》2017年的一项研究发现，NOx预算交易计划降低了NOx排放量和环境臭氧浓度。该计划将医疗支出减少了约1.5%（每年8亿美元），并将死亡率降低了0.5%（减少2200例过早死亡，主要是75岁及以上人群）。

#### 温室气体（联邦层面）
截至2017年，美国尚无全国性的排放交易计划。由于未能获得国会的批准，贝拉克·奥巴马总统转而通过美国环境保护局，试图订立不包含排放交易的清潔能源計劃。该计划随后遭到唐納·川普政府的挑战。
由于担心联邦政府缺乏实际行动，东海岸和西海岸的几个州已建立了地方性的限额与交易计划。

#### 州和地方项目
2003年，纽约州提出为发电企业建立一个二氧化碳排放限额与交易计划，称为区域温室气体倡议，并获得了9个东北州的响应。该项目于2009年1月1日启动，旨在到2018年将各州发电部门的碳“预算”降低到2009年碳限额的10%以下。
同样在2003年，美国企业能够在芝加哥气候交易所的自愿计划下交易二氧化碳排放限额。2007年8月，该交易所宣布了一项新机制：为美国境内清洁地清除破坏臭氧的物质的项目建立排放补偿机制。由于交易不活跃，交易所于2010年12月31日停止碳排放交易。

### 加拿大
RGGI是一个加拿大东北省份与中大西洋省份的共同努力。它的目的是通过洲际间的排放限制与交易项目来减少供电中二氧化碳的排放。

### 歐洲聯盟
欧盟排放交易体系（European Union Emission Trading Scheme，EU ETS）是最大的跨國溫室氣體排放交易計劃，是歐盟為實現《京都議定書》而設立的核心政策工具。
在英国和丹麦进行了自愿试验后，項目的第一階段於2005年1月开始實施，當時15个欧盟成员国都参加了該項目。該項目限制净热量供应超过20 MW的大型设施（如发电厂和碳密集型工厂）的二氧化碳排放量，这覆盖了欧盟近一半（46%）的二氧化碳排放量。項目的第一阶段允许参与者之间通过《京都议定书》的清洁发展机制进行交易，并从发展中国家获得有效的限額。歐盟國家可通过投资清洁技术和低碳解决方案，以及全球範圍內某些类型的减排项目，來獲得一些額度，用以覆盖自身一部分的排放量。
在第一阶段和第二阶段，排放限额基本是免费发放给企业的，这导致它們發了一筆意外之財。Ellerman和Buchner（2008）认为，在实施的头两年，欧盟排放交易体系将原先预期的1%-2%的排放年增长壓低至小幅的绝对下降。 Grubb等人（2009）认为，在最初两年的运作中，對減排數額的合理估计约为每年50-100公吨二氧化碳，即2.5%-5%。
一些设计上的缺陷令这一方案的效果打了折扣。在2005-07年的最初阶段，排放限额不够严格，不足以推动大幅减排。配额分配的总量超过了实际排放量，使2007年的碳价格跌至零。这种供给过剩是由于欧盟限额的分配是基于哥本哈根的歐洲環境署的排放数据，它的定义使用的是类似联合的国水平活动排放、布鲁塞尔的欧盟排放交易体系事务日志，但测定用的却是垂直式安装排放测量系统。这导致欧盟排放交易体系第一阶段的2亿吨（市场的10%）供给过剩，进而导致价格暴跌。
第二阶段的政策有所收紧，但成員國仍可使用JI和CDM補償機制，其結果是欧盟不再需要實質上減排以满足第二阶段的限制。在第二階段，与無限額下的预期排放量（即照常排放）相比，限額預期能使2010年排放量减少2.4%。到了第三階段（2013–20），欧洲联盟委员会提出以下幾個變更：
- 訂立歐盟總體限額，然後分配限額；
- 更嚴格限制使用補償機制；
- 第二至第三階段過渡期內不限制配額的銀行交易；
- 從配額配給轉向拍賣制。

根据欧盟委员会的一份出版物，2008年1月，挪威、冰岛、列支敦士登参加了欧盟排放交易体系。挪威环境部也公布了其国家分配计划草案，该计划提供1500万吨二氧化碳的限额与交易，其中800万吨将被拍卖。根据经合组织2010年对挪威的经济调查，该国“宣布了比京都议定书下的承诺低10%的2008-12年目标，并在2020年实现比1990年减排30%。”2012年，EU-15的排放量低于年基本排放量的15.1%。基于2012年欧洲环境组织提供的数字, 在2008至2012年之间，欧共体15国（EU-15）的平均排放量要低于年基本排放量的11.8%。这代表EU-15大幅超额完成京都定下的首个目标。

### 中國

#### 污染许可交易
为了扭转空气污染的负面影响，2006年，中国开始考虑建立全国污染许可交易制度，以市场机制激励企业减少污染。这是以2002年启动的工业二氧化硫排放交易试点计划为基础的。4个省、3个市和1个企业实体参与了这个试点项目（也称为4+3+1项目）。它们分别是山东、山西、江苏、河南、上海、天津、柳州和中国华能集团（一家电力行业的国有企业）。这一试点项目并未推广成更大规模的跨省交易体系，但却刺激了众多的地方交易平台的形成。
2014年，中国政府开始考虑重新建立国家级排污权交易制度，而当时已有20多个地方排放权交易平台。长三角地区整体上也有试行交易，但规模有限。同年，中国政府提出建立碳交易市场，重点是在未来十年减少二氧化碳排放，这是一个独立于污染许可交易的制度。
中华人民共和国国家发展和改革委员会提议在2016年实现绝对的污染排放限制要求。

#### 碳交易
中国目前的二氧化碳排放总量约占全球的30%，是世界上最大的排放国。其碳交易市场市启动后，将成为世界上最大的碳市场。该体系的初始设计目标是1700处设施排放35亿吨二氧化碳。中国在《联合国气候变化框架公约》（UNFCCC）框架下自愿承诺，到2020年将单位GDP二氧化碳排放量在2005年的基础上降低40-45%。
2011年11月，中国批准了在北京、重庆、上海、深圳、天津以及广东和湖北等7个省市进行碳交易试点，在每个地区实行不同的价格。试点的目的是进行市场测试，并为随后国家级体系的设计提供有价值的经验。因此，他们的成功或失败，将对中国碳市场的发展产生深远的影响，对全国碳交易市场的信任。一些试点地区可以在2013/2014年开始交易。全国交易预计于2017年，最晚于2020年开始。
后来，建立全国交易体系的努力遇到了一些障碍，这些问题的解决耗时比预期要长，主要问题在于收集原始数据以确定污染排放基准水平的复杂过程。根据初步设计，首先纳入交易体系的将是发电、石化、化工、建材、钢铁、有色金属、造纸和国内民用航空，共八个行业，但许多涉及的企业缺乏一致的数据。因此，到2017年底，虽然排放配额的分配已经开始，但仅限于电力行业，并将逐步扩大，尽管市场尚未开始运作。该体系下，纳入的公司必须逐步减排，达到目标水平的排放量削减。
2020年12月25日，生态环境部部务会议审议通过了《碳排放权交易管理办法（试行）》。该办法于2020年12月31日公布，自2021年2月1日起施行，替代了国家发改委于2014年12月10日出台的《碳排放权交易管理暂行办法》。
2021年公布的《中华人民共和国国民经济和社会发展第十四个五年规划和2035年远景目标纲要》（十四五）明确中国将“积极应对气候变化”并“健全现代环境治理体系”，提出2030年碳达峰、2060年碳中和的目标，提出“全面实行排污许可制，实现所有固定污染源排污许可证核发，推动工业污染源限期达标排放，推进排污权、用能权、用水权、碳排放权市场化交易。”

### 可再生能源证书
可再生能源证书（tradable renewable credits，TRC），又稱作綠色標籤（Green Tags），是一種反向碳交易計劃。在美國，再生能源提供者每發電1度（1千瓦·時）可得1單位的TRC，其所發出的電力可并入電網，而TRC可以在市場上出售以獲取收益。

## 碳排放市場
碳排放交易是专门针对二氧化碳的排放交易（以二氧化碳当量吨或tCO2e计算)，目前占排放权交易的大部分。这是各国履行《京都议定书》义务、减少碳排放从而减缓全球变暖的途径之一。

### 市场趋势
碳交易可以直接在买家和卖家之间进行，也可以通过几个有组织的交易所进行，还可以通过碳市场上的许多中介机构进行。额度的价格是由供需关系决定的。碳交易市场上每天有多达4000万份配额成交。2012年，共有79亿份配额交易，总价值560亿欧元。

## 輿論
在美国，大多数民意调查都标明民众大多支持排放权交易（通常为限额与交易）。从华盛顿邮报、美国广播公司新闻、佐格比国际、耶鲁大学进行的民意调查中可看出这种民意的支持。《华盛顿邮报》和美国广播公司的一项最新民意调查显示，大多数美国人相信并关注气候变化，也愿意改变他们的生活方式、支付更多金钱以应对该问题，并希望联邦政府管制温室气体排放。但是他们对排放权交易的见解有分歧。
其中，77.0%的受访者中报告说他们“强烈支持”（51.0%）或“比较支持”（26.0%）环保局决定管制温室气体；而68.6%的受访者“非常愿意”（23.0%）或“比较愿意”（45.6%）为“绿色”能源买单以支持减缓全球气候变暖的项目。另外8.8%的人表示“比较不愿意”，18%表示“非常不愿意”。

## 與其他減排措施的比較
限額與交易是排放權交易的教科書式案例。其他基於市場的方法還包括基線與信用模式以及污染税。它們都為排放污染制定了價格，因此產生了減排的經濟動力。相比之下，在命令和控制的方式下，中央政府指定每个设施允许排放的污染物水平。

### 基線與信用
在基線與信用項目中，污染者可以通过将排放量减少到基線水平以下（通常是指定的过去一年的历史排放水平）来获得称为信用或补偿的许可。这些信用额度可以出售给其他受管制的排污者。

### 污染税
排污费或环境税是对生产商品和服务时产生的污染征收的额外费用。例如，碳税是一种针对含碳化石燃料的税种，目的是减少对化石能源的依赖，从而减少二氧化碳排放。两种方法是一系列政策设计的重叠。两者都可以有一系列的范围、监管点和价格方案。它們可能是公平的，也可能是不公平的，具體視乎收入的使用方式。对消费者来说，两者都會提高商品（如化石燃料）的最終價格
一个全面、上游的、拍卖形式的限额与交易体系与全面的、上游的碳税非常相似。然而，许多评论人士也认为两种措施迥然不同。二者主要的区别是什么是定义的，什么是衍生的。税收是一种价格控制，而限额交易系统是一种数量控制工具。也就是说，税收是由政府制定的污染排放单价，市场决定排放量；而在限额与交易制度中，政府决定污染排放数量，市场决定价格。
最大的不同在于这两个系统之中什么是确定的，什么是不确定的。在碳税中，官方决定的碳价格，市场决定排放数量；在污染交易系统中，官方决定碳的排放量，市场决定价格。这种差异会影响多個标准：
- 对通货膨胀的响应能力：限额与交易的优势在于它会自动适应通货膨胀（总体价格水平的改变），而排污费必须由监管机构调整。
- 对成本变动的响应能力：哪种方法更好尚不确定。这两种价格可以合并成“安全阀”价格：由监管机构设定价格，排污者可以在限额之外购买额外的许可。
- 对经济衰退的响应能力：这一点与对成本变化的响应密切相关，因为衰退会导致需求下降。在限额与交易制度下，排放成本会自动降低，因此限额与交易制度为经济增加了另一个自动稳定器——实际上是一种自动财政刺激。然而，较低的污染价格也会导致人们更不重视减排。如果政府能够在不考虑限额与交易计划的情况下刺激经济，过低的价格就会导致错失更早完成减排的机会。此时，制定一个价格下限（一个税种）可能会更好，在减排任务紧迫的情况下尤其如此。一价格下限还能为供减排投资提供确定性和稳定性：最近从英国经验表明,核能运营商不愿投资“无补贴”条款，除非保证碳价格下限（欧盟碳排放交易系统目前尚未提供）。
- 对不确定性的响应能力：在充满不确定性的世界里，随着成本变化，排放费和限额交易系统哪个更有效尚不确定——这取决于减少污染的边际社会效益（无论是无弹性的还是有弹性的边际社会效益计划）随着治污数量的增加而下降的速度。
- 其他：税的规模取决于排放量对价格的敏感性。限额与交易的许可价格取决于污染物市场。征税可以产生财政收入，但完全拍卖的排放许可证也可以产生同样的效果。也可实施与之类似的上游总量管制与交易系统。上游碳排放税可能是最容易管理的。要建立起复杂、综合性的限额与交易制度安排，其制度要求很高。[105]

### 命令与控制
指挥和控制是一种规定每个设施或污染源排放限额和遵守方法的规章制度，是减少空气污染的传统方法。
命令与控制的规定比以激励为基础的方法（如排污费、限额与交易）更为严格。例如，为每个污染者设定固定的排放目标绩效标准，减排的压力不能转移到能够以更低的成本实现相同目标的公司。因此，总体而言，其执行标准的成本可能会更高。额外的成本将转嫁给终端消费者。

## 外部連結

### 關於排放權交易
- The Carbon Folly: Policymakers have settled on 'emissions trading' as their favorite global-warming fix. But it isn't working. by Emily Flynn Vencat for Newseek, March 12, 2007 （页面存档备份，存于）
- Emissions trading: The carbon game news@nature.com Nov. 17, 2004 （页面存档备份，存于）
- Ministers know emissions trading is a red herring and won't work, by George Monbiot, The Guardian, December 19, 2006 （页面存档备份，存于）
- Uhhh, explain that carbon credit deal again please - Gene Logsdon （页面存档备份，存于）
- Carbon trading's real colours by Clare Davidson, BBC News, May 16, 2006 （页面存档备份，存于）
- US EPA's Acid Rain Program （页面存档备份，存于）
- Australasian Emissions Trading Forum （页面存档备份，存于）
- ClimateTop50 Emissions Trading Websites
- Illinois' Emissions Reduction Market System
- Texas' Emissions Banking and Trading program
- International Emissions Trading Association
- Carbon Trading: A Critical Conversation on Climate Change, Power and Privatisation edited by Larry Lohmann, the Corner House （页面存档备份，存于）
- Obscenity of Carbon Trading by Kevin Smith, Carbon Trade Watch, BBC News, Science and Nature （页面存档备份，存于）

### 關於碳排放交易
- Reuters InterActive - Leading online community for carbon market and climate policy professionals
- GHG Emissions Project Development （页面存档备份，存于） - Project Development & Financing Analysis Tools
- Gryphon Carbon Consultancy （页面存档备份，存于） - carbon price analysis
- Point Carbon - independent carbon market analysis provider
- International Emissions Trading Association （页面存档备份，存于）
- https://web.archive.org/web/20061209022829/http://www.hm-treasury.gov.uk/independent_reviews/stern_review_economics_climate_change/sternreview_index.cfm The Stern Review on the economics of climate change] - Chapters 14 and 15 have extensive discussions on emission trading schemes and carbon taxes
- The Case Against Carbon Trading （页面存档备份，存于） - Rising Tide Factsheet
- Carry On Polluting （页面存档备份，存于） - Comment and analysis piece by Larry Lohmann, published in New Scientist magazine on the 2nd December 2006
- Ways Forward （页面存档备份，存于） - Chapter 5 of the book, "Carbon Trading: A Critical Conversation on Climate Change, Privatisation and Power", published October 2006 by Dag Hammarskjöld Foundation, Durban Group for Climate Justice and The Corner House.
- The New Carbon Cycle （页面存档备份，存于）  Blog dedicated to using carbon markets to harmonize human activities and economies with natural climate systems and cycles.
- EU shows carbon trading is not cutting emissions （页面存档备份，存于）